# Glaciar Fox
 Coordenadas : orientação de longitude inválida, deve ser "E" ou "W"

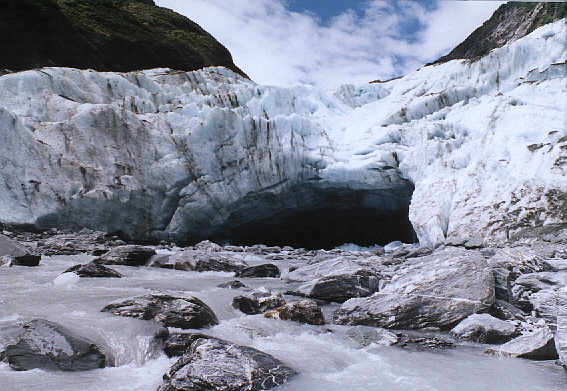
Caverna de gelo na face terminal do glaciar Fox.

O glaciar Fox (ou Te Moeka o Tuawe em maori), é um glaciar situado no Parque Nacional  Westland na costa ocidental da Ilha do Sul da Nova Zelândia. Foi batipzado em 1872 após uma visita do então primeiro-ministro da Nova Zelândia, Sir William Fox

## Geografia
Alimentado por quatro glaciares alpinos, o glaciar Fox desce 2600 m ao longo dos 13 km que percorre desde os Alpes do Sul até à costa, e apesar de ter perdido extensão ao longo da maioria dos últimos 100 anos, encontra-se em avanço desde 1985, à velocidade média de 1 metro por semana .
A água que escorre do glaciar forma o rio Fox.

## Atracção turística
Tal como o vizinho glaciar Franz Josef, é um dos mais acessíveis glaciares do mundo, com o seu término situado a 5 km de distância da aldeia de Weheka. Constitui uma atracção turística importante, recebendo cerca de 1000 pessoas por dia no pico da temporada alta.
O glaciar Fox é também um dos poucos no mundo a terminar em floresta húmida luxuriante a apenas 300 metros acima do nível do mar.